# سيبريان ديفيس
سيبريان ديفيس (بالإنجليزية: Cyprian Davis)‏ هو مؤرخ أمريكي، ولد في 9 سبتمبر 1930 في واشنطن العاصمة في الولايات المتحدة، وتوفي في 18 مايو 2015.